# Mario Rodríguez (football, 1972)
Pour les articles homonymes, voir Mario Rodríguez (homonymie) et Cortez.
Mario Antonio Rodríguez Cortez, surnommé Kanko, né à Lima le 18 mars 1972, est un footballeur péruvien des années 1990 qui jouait au poste de milieu de terrain.

## Biographie

### Carrière en club
Joueur emblématique de l'Alianza Lima dans les années 1990, Mario Kanko Rodríguez dispute avec ce club les éditions 1994 et 1995 de la Copa Libertadores (neuf matchs et deux buts en tout).
Il poursuit sa carrière au milieu des années 1990 au Ciclista Lima, puis au Deportivo Municipal avant de tenter sa chance dans des clubs du nord du Pérou à la fin des années 1990 (Juan Aurich de Chiclayo et Alianza Atlético de Sullana).
En 2000, il revient à Lima et s'enrôle au Sporting Cristal. Il joue avec ce dernier club l'édition 2000 de la Copa Libertadores (seulement un match).

### Carrière en équipe nationale
International péruvien, Mario Rodríguez dispute 11 matchs en équipe nationale de 1993 à 1996 sans marquer de but. Il joue notamment la Copa América 1993 en Équateur.